# Hasegawaia sasacola
Hasegawaia sasacola är en tvåvingeart som beskrevs av Monzen 1937. Hasegawaia sasacola ingår i släktet Hasegawaia och familjen gallmyggor. Inga underarter finns listade i Catalogue of Life.